# Monneville
Monneville – miejscowość i gmina we Francji, w regionie Hauts-de-France, w departamencie Oise.
Według danych na rok 1990 gminę zamieszkiwało 546 osób, a gęstość zaludnienia wynosiła 59 osób/km² (wśród 2293 gmin Pikardii Monneville plasuje się na 501. miejscu pod względem liczby ludności, natomiast pod względem powierzchni na miejscu 511.).